# Giovanni de Macque
Giovanni de Macque, także Jean de Macque (ur. między 1548 a 1550 w Valenciennes, zm. we wrześniu 1614 w Neapolu) – franko-flamandzki kompozytor i organista.

## Życiorys
Jako chłopiec był śpiewakiem kapeli cesarskiej w Wiedniu, następnie uczył się w kolegium jezuickim. Studiował u Philippe’a de Monte. Około 1574 roku przybył do Rzymu, gdzie w latach 1580–1581 pełnił funkcję organisty w kościele San Luigi dei Francesi. Od 1584 roku był członkiem Compagnia dei Musici di Roma. Od 1585 roku przebywał w Neapolu, początkowo jako członek akademii Fabrizio Gesualda (ojca Carla Gesualda). Pełnił funkcję drugiego organisty (1590), organisty (1594) i kapelmistrza (1599) przy Santa Casa dell’Annunziata.
Do jego uczniów należeli Luigi Rossi, Andrea Falconieri, Ascanio Mayone i Giovanni Maria Trabaci. 

## Twórczość
Tworzył zarówno muzykę wokalną, jak i instrumentalną. Odszedł od konserwatywnego stylu typowego dla szkoły rzymskiej, posługując się chromatyką i dysonansami. Swoją twórczością przyczynił się do rozwoju madrygału i muzyki instrumentalnej. Wywarł wpływ na kompozytorów z kręgu neapolitańskiego, jak również z Sycylii i Ferrary.

## Kompozycje
(na podstawie materiałów źródłowych)

### Utwory wokalne
- Primo libro de madrigali na 6 głosów (Wenecja 1576)
- Madrigali na 4–6 głosów (Wenecja 1579)
- Madrigaletti e napolitane na 6 głosów (Wenecja 1581)
- Secondo libro de madrigaletti e napolitane na 6 głosów (Wenecja 1582)
- Madrigali na 5 głosów (Wenecja 1583, niezachowane)
- Primo libro de madrigali na 4 głosy (Wenecja 1587)
- Secondo libro de madrigali na 5 głosów (Wenecja 1587)
- Secondo libro de madrigali na 6 głosów (Wenecja 1589)
- Motectorum liber primus na 5–6 i 8 głosów (Rzym 1596)
- Terzo libro de madrigali na 5 głosów (Ferrara 1597)
- Quarto libro de madrigali na 5 głosów (Neapol 1599)
- Terzo libro de madrigali na 4 głosy (Neapol 1610)
- Sesto libro de madrigali na 5 głosów (Wenecja 1613)

### Utwory instrumentalne
- Ricercate e canzone francesi a 4 (Rzym 1586)
- Secondo libro de ricercari a 4 (niezachowane)